# Операция «Беггар»
Операция «Беггар» (англ. Operation Beggar, англ. Operation Turkey Buzzard) — британская операция по доставке военных планеров в Северную Африку, проведенная в период с 3 июня по 7 июля 1943 года в ходе Второй мировой войны. Для выполнения миссии были задействованы 2-е крыло планерного полка и 295-я эскадрилья военно-воздушных сил Великобритании. Основной задачей было успеть доставить планеры до начала вторжения союзных войск в Сицилию.
Британские четырёхмоторные тяжёлые бомбардировщики Handley Page Halifax должны были доставить планеры Airspeed Horsa из Англии в Тунис, преодолев расстояние в 3200 миль (5100 км) вдоль побережья Португалии, Испании и над Северной Африкой. Эти планеры должны были дополнить меньшие по размеру американские десантные Waco CG-4, вместимости которых не хватало для переброски британской 1-й воздушно-десантной дивизии в Сицилию.
Подготовка к предстоящей операции была начата за несколько месяцев. Планеры были модифицированы для уменьшения лобового сопротивления. Транспортировка на военный аэродром Туниса в 11 км от Кайруана была разделена на несколько этапов с посадками в Марокко и Алжире. Из-за погодных условий и столкновения с люфтваффе было потеряно три бомбардировщика Handley Page Halifax и пять планеров Airspeed Horsa, погибли 21 член летных экипажей бомбардировщиков и 7 планеристов. Доставленные планеры приняли участие в операциях «Лэдброук» и «Фастиан».

## Подготовка операции
К декабрю 1942 года успешные боевые действия сил Антигитлеровской коалиции на территории Туниса явно показали, что война в Северной Африке подходит к концу. Поэтому среди командования союзников начались дискуссии по поводу следующей цели. Многие американцы выступали за немедленное вторжение во Францию, в то время как англичане, а также генерал армии США Дуайт Эйзенхауэр, настаивали на высадке на остров Сардиния. С 14 по 24 января 1943 года в марокканской Касабланке между президентом США Франклином Рузвельтом, премьер-министром Великобритании и членами Объединённого комитета начальников штабов США и Великобритании состоялись секретные переговоры, в результате которых союзные силы начали подготовку к высадке в Сицилии. Захват острова потенциально гарантировал союзникам плацдарм с морскими портами и аэродромами в непосредственной близости от Италии и Германии. В феврале началась разработка операции по высадке, получившей кодовое название «Хаски».
Первоначальный план воздушно-десантных операций подразумевал использование трёх подразделений парашютистов, но в мае Монтгомери внёс в него радикальные изменения. Так как после высадки воздушно-десантные войска окажутся на значительном расстоянии от союзных сухопутных сил, генерал посчитал, что для захвата Сиракузы лучше использовать планеры, чтобы обеспечить доставку в точку высадки максимально возможной огневой мощи. За несколько месяцев перед высадкой в Северной Африке была заметна явная нехватка исправных планёров. В конце марта в Аккру было доставлено небольшое количество десантных планёров Waco CG-4, но пилоты, отправленные для их доставки в Северную Африку обнаружили, что планёры были в плохом техническом состоянии. К 23 апреля в североафриканские порты начали прибывать американские планёры. Аппаратов было много, но они оказались не готовы для немедленного использования. После принятия решения об использовании планёров в предстоящей операции работы по сборке были ускорены.
Кроме того было решено доставить в Северную Африку небольшое количество транспортных планёров Airspeed Horsa из Англии. Решение было принято после утверждения планов британских воздушно-десантных операций, когда командир 2-го крыла полка планеристов Джордж Чаттертон поднял проблему наличия только американских планеров Waco CG-4, известных своей небольшой вместимостью. Десантный планер мог доставить только двух пилотов и тринадцать десантников, либо автомобиль или артиллерийское орудие, но только не вместе. Использование транспортных планеров Airspeed Horsa, вмещавших двадцать семь десантников, либо автомобиль и артиллерийское орудие одновременно, позволяло доставить больше сил в момент первой атаки. Чаттертон посчитал, что для успешного выполнения британских операций помимо американских планеров понадобится около сорока Airspeed Horsa.

## Ход операции

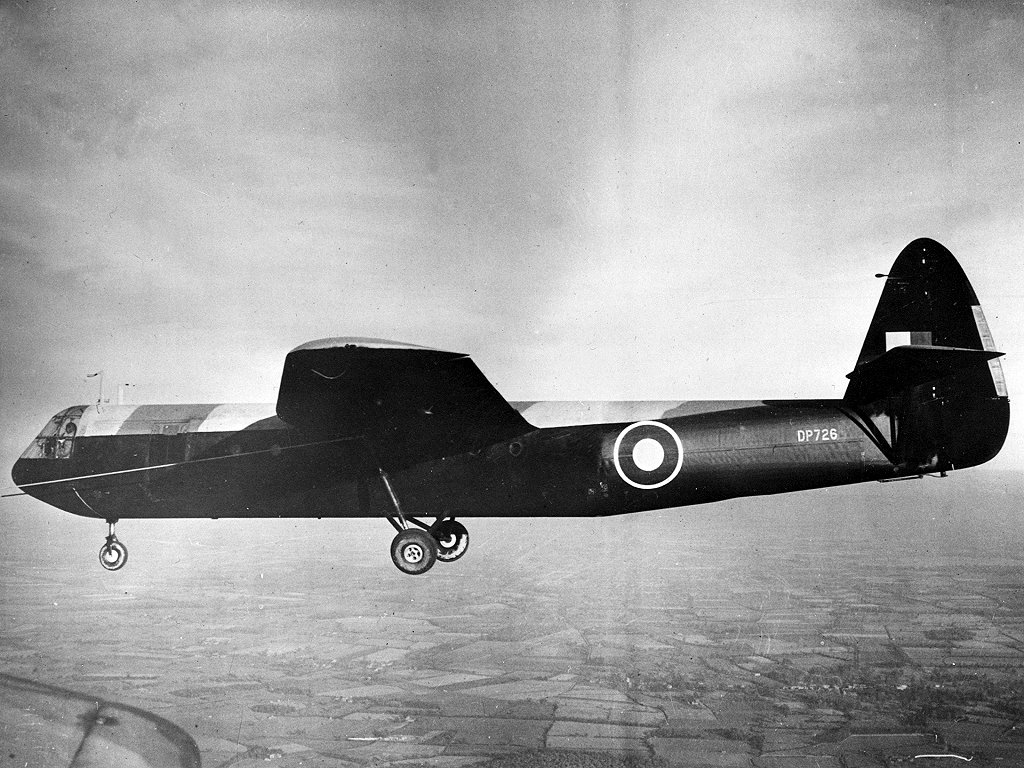
Планер Airspeed Horsa

К тому моменту, когда потребовались планеры для вторжения союзных войск в Сицилию, на территории Великобритании были доступны только транспортные планеры Airspeed Horsa. Для переброски их к расположению 1-й британской воздушно-десантной дивизии в Северной Африке требовалось транспортировка планеров сначала на 1200 миль (1900 км) над Атлантическим океаном вдоль побережья Португалии и Испании, а потом ещё на 2000 миль (3200 км) через Северную Африку, чтобы достичь Туниса. До этого времени никто не пробовал осуществить транспортировку планеров на такое расстояние, поэтому даже не было известно, возможно ли это. Для того, чтобы хотя бы приблизительно оценить возможности британских четырёхмоторных тяжёлых бомбардировщиков Handley Page Halifax по транспортировке планеров на дальние дистанции, машины 295-й эскадрильи королевских военно-воздушных сил сделали несколько тренировочных полётов вокруг побережья Великобритании.
По результатам проверки операция была одобрена. Планеры Airspeed Horsa были модифицированы для уменьшения лобового сопротивления при транспортировке, а в бомбовые отсеки бомбардировщиков Handley Page Halifax были установлены дополнительные топливные баки для увеличения дальности полёта. Пилоты для планеров были набраны из оставшейся части 2-го крыла планерного полка, которая не была отправлена в Тунис в начале года. За одиннадцать недель подготовки экипажей произошло четыре аварии, в которых погибло тринадцать человек. На совещании по поводу предстоящей операции 21 мая 1943 года была отмечена невозможность подготовки достаточного количества экипажей бомбардировщиков для транспортировки сорока планеров в Северную Африку. В конце концов, было решено, что приоритетной задачей является полная подготовка десяти экипажей для доставки хотя бы пятнадцати планеров в Тунис к 21 июня.

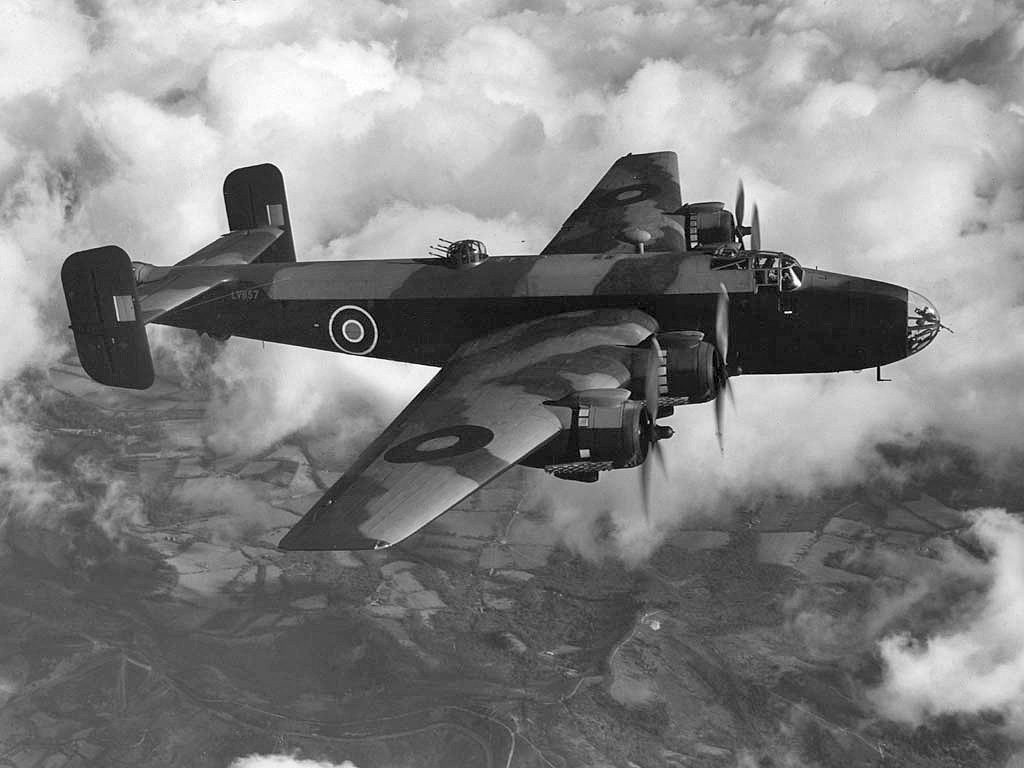
Бомбардировщик Handley Page Halifax, используемый для транспортировки планеров

Планеры и бомбардировщики для переброски были доставлены в Корнуолл, графство на юго-западе Англии, для сокращения расстояния, которое им предстояло преодолеть самостоятельно. Но даже в этом случае им предстоял десятичасовой полёт до аэропорта Сале в Марокко По прибытии планеры были выпущены, чтобы приземлиться на песчаный участок рядом со взлетно-посадочной полосой. Уже на земле на каждый Airspeed Horsa поставили запасное шасси, которое перевозилось планерами, после чего был взят курс на следующую опорную точку — Маскара, город на северо-западе Алжира. Уже оттуда группа как можно скорее направилась в конечный пункт назначения — военный аэродром в Тунисе, расположенный примерно в 11 км на юго-юго-восток от Кайруана. Во время перелётов в каждом планере находилось три пилота, которые должны были сменять друг друга каждый час.
Перелёты проводились в период с 3 июня по 7 июля 1943 года. Первый Airspeed Horsa был доставлен в Кайруан 28 июня, всего за двенадцать дней до начала проведения операции «Лэдброук». В течение первых трёх часов транспортировки после вылета из Англии и полёта над Бискайским заливом группу транспортников и планеров сопровождали двухместные тяжёлые истребители Bristol Beaufighter и истребители-бомбардировщики De Havilland Mosquito королевских военно-воздушных сил. Они держались на высоте 500 футов (150 м), чтобы избежать немецких радаров. После чего из-за ограниченного количества топлива сопровождавшие истребители были вынуждены вернуться. Транспортная операция не прошла без потерь. Спустя четыре часа после вылета из-за облачности один из планеров Airspeed Horsa упал в море. Позже один из бомбардировщиков Handley Page Halifax был обнаружен парой немецких самолётов дальней морской разведки Focke-Wulf Fw 200 Condor и сбит. Пережив атаки патрульных истребителей люфтваффе и погодные неприятности, двадцать семь планеров Airspeed Horsa были доставлены в Северную Африку к началу вторжения в Сицилию. Общие потери техники во время перелётов составили три бомбардировщика Handley Page Halifax и пять планеров Airspeed Horsa. Погибли двадцать один член летных экипажей бомбардировщиков и семь планеристов.

## Последствия
Первая воздушная операция с участием доставленных планеров — «Лэдброук» — началась в 18:00 9 июля 1943 года, когда более 2000 солдат, автомобили и орудия были погружены в Тунисе на планеры, которые направились в сторону Сицилии. По пути они столкнулись с сильными ветрами, плохой видимостью и зенитным огнём противника. В ходе манёвров уклонения от обстрела некоторые планеры были запущены слишком рано и упали в море, многие приземлились не в запланированной точке, были сбиты, либо не запущены, вернувшись обратно в Тунис. Только один Airspeed Horsa со взводом пехоты 2-го батальона Южно-Стаффордширского полка приземлился недалеко от цели — моста Понте-Гранд. Ещё один Airspeed Horsa приземлился примерно в 200 ярдах (180 м) от моста, но взорвался при посадке. Десантники на борту погибли. Три Airspeed Horsa с десантом для внезапной и стремительной атаки смогли приземлиться только в 2 милях (3,2 км) от моста и уже позже присоединились к обороне захваченного объекта.
Вторая и последняя операция с участием доставленных планеров — «Фастиан» — началась в 19:30 12 июля 1943 года, когда вылетели первые самолёты с 1-й парашютной бригадой на борту. Вслед за ними отправились двенадцать двухмоторных транспортных Armstrong Whitworth Albemarle и семь Handley Page Halifax, которые должны были доставить одиннадцать планеров Airspeed Horsa и восемь Waco. Часть планеров разбились ещё при взлёте, некоторые упали в море или попали под зенитный огонь противника. Только четырём Airspeed Horsa удалось достичь места назначения. Они доставили три противотанковых орудия для 1-й парашютной бригады.